# 2MASX J00482185-2507365
2MASX J00482185-2507365 è una coppia di galassie a spirali sovrapposte ma non interagenti (occulting pair) situate nella costellazione dello Scultore alla distanza di circa 870 milioni di anni luce dalla Terra. 
Fu scoperta casualmente nel corso di osservazioni effettuate sulla galassie NGC 253 (o Galassia dello Scultore), che è molto più vicina alla Terra in quanto dista circa 11 milioni di anni luce. Nella coppia MASX J00482185-2507365 la galassia più grande, delle dimensioni all'incirca della Via Lattea, è la più distante trovandosi a redshift z = 0,065, mentre la galassia più piccola in primo piano, con una massa di 3 × 109 masse solari, si trova a redshift z = 0,064 ± 0,003.
L'immagine di 2MASX J00482185-2507365 è stata ripresa dalla Advanced Camera for Surveys (ACS) del Telescopio spaziale Hubble, e la luminosità della galassia più grande mente in evidenza la distribuzione della polvere galattica che si disponde più esternamente dei bracci di spirale della galassia in primo piano. Al momento non vi sono sicure evidenze di una interazione tra le due galassie, ma non si può escludere che la futura traiettoria del movimento della galassia più piccola non possa condurla ad interagire con l'alone galattico della galassia più grande.